# Marian Drasyk
Marian Drasyk (ur. 26 lipca 1957) – polski hokeista, reprezentant Polski.

## Kariera
- GKS Tychy (1976-1981)
- Piast Tychy (1981-1982)
- GKS Tychy (1982-1989)
- Schalker Haie 87 (1990-1991)
- ESC Wolfsburg (1991-1994)
- EC Wolfsburg (1994-1996)
- EHC Salzgitter (1995-1997)

Przez wiele sezonów występował w GKS Tychy, od drugiej połowy lat 70. do końca lat 80. (w latach 1981-1982 klub działał pod nazwą Piast). Grał na pozycji środkowego napastnika. W barwach seniorskiej reprezentacji Polski uczestniczył w turnieju mistrzostw świata w 1989 (Grupa A). Podczas spotkania inaugurującego turniej 15 kwietnia 1989, w 27 min. gry zdobył gola wyrównującego stan meczu 1:1 z gospodarzami imprezy i obrońcami tytułu mistrzowskiego, Szwecją (ostatecznie Polska przegrała 1:5). W 1989 wyjechał do Niemiec. W latach 90. grał w klubach niemieckich.
Po zakończeniu kariery osiadł w Wolfsburgu i podjął pracę w fabryce samochodów Volkswagen.
Jego siostrzenicą jest Joanna Pobożniak, hokeistka zespołu SKKH Atomówki GKS Tychy oraz sędzia hokejowa.

## Sukcesy
Klubowe
- Złoty medal II ligi: 1979 z GKS Tychy
- Brązowy medal mistrzostw Polski: 1981, 1983 z GKS Tychy
- Finał Pucharu „Sportu” i PZHL: 1983 z GKS Tychy
- Puchar „Sportu” i PZHL: 1984 z GKS Tychy
- Srebrny medal mistrzostw Polski: 1988 z GKS Tychy

Indywidualne
- I liga polska w hokeju na lodzie (1981/1982):
  - Szóste miejsce w klasyfikacji strzelców: 27 goli[6]
- I liga polska w hokeju na lodzie (1981/1982):
  - Dziewiąte miejsce w klasyfikacji strzelców: 27 goli[7]